# Kpomassè-Centre
 (février 2022).
Kpomassè-Centre est l'un des neuf arrondissements de la commune de Kpomassè dans le département de l'Atlantique au Bénin,.

## Géographie

### Localisation
Kpomassè-Centre est situé au sud de la commune de Kpomassè. Il est limité au nord par Aganmalomè, au sud par Agonkanmè, à l'est par la commune de Ouidah, à l'ouest par Sègbohouè et sa partie sud-ouest par Agonkanmè.

### Administration
Sur les 76 villages et quartiers de ville que compte la commune, l'arrondissement de Kpomassè-Centre groupe 11 villages que sont: 
1. Aidjèdo
2. Cocoundji
3. Lokossa
4. Doga
5. Fifadji
6. Ganganhouli
7. Gbèdjèwin Adjibamey
8. Nonvignon
9. Houégan
10. Missèbo
11. Missité

## Histoire
L'arrondissement de Kpomassè-Centre est une subdivision administrative béninoise. Dans le cadre de la décentralisation au Bénin, Il devient officiellement un arrondissement de la commune de Kpomassè le 27 mai 2013 après la délibération et adoption par l'Assemblée nationale du Bénin en sa séance du 15 février 2013 de la loi n° 2013-O5 du 15/02/2013 portant création, organisation, attributions et fonctionnement des unités administratives locales en République du Bénin.

## Démographie
Selon le recensement de la population de 2013 conduit par l'Institut national de la statistique et de l'analyse économique (INSAE), Kpomassè-Centre compte 2301 ménages avec 10 527 habitants,.
| Indicateur           | 2013  |
| -------------------- | ----- |
| Nombre de ménages    | 2301  |
| Population féminine  | 5319  |
| Population masculine | 5208  |
| Population totale    | 10527 |

La population est composée de plusieurs ethnies dont les Adja et les Fon sont majoritaires.

## Économie
La population pratique l'agriculture. Il y a la culture du maïs, de l’arachide,  du manioc, du piment, de la tomate et des arbres fruitiers (mangue, agrumes, ananas). A cela s'ajoute également la transformation et commercialisation des produits agricoles comme le gari, l'huile de palme et l'huile d’arachide.

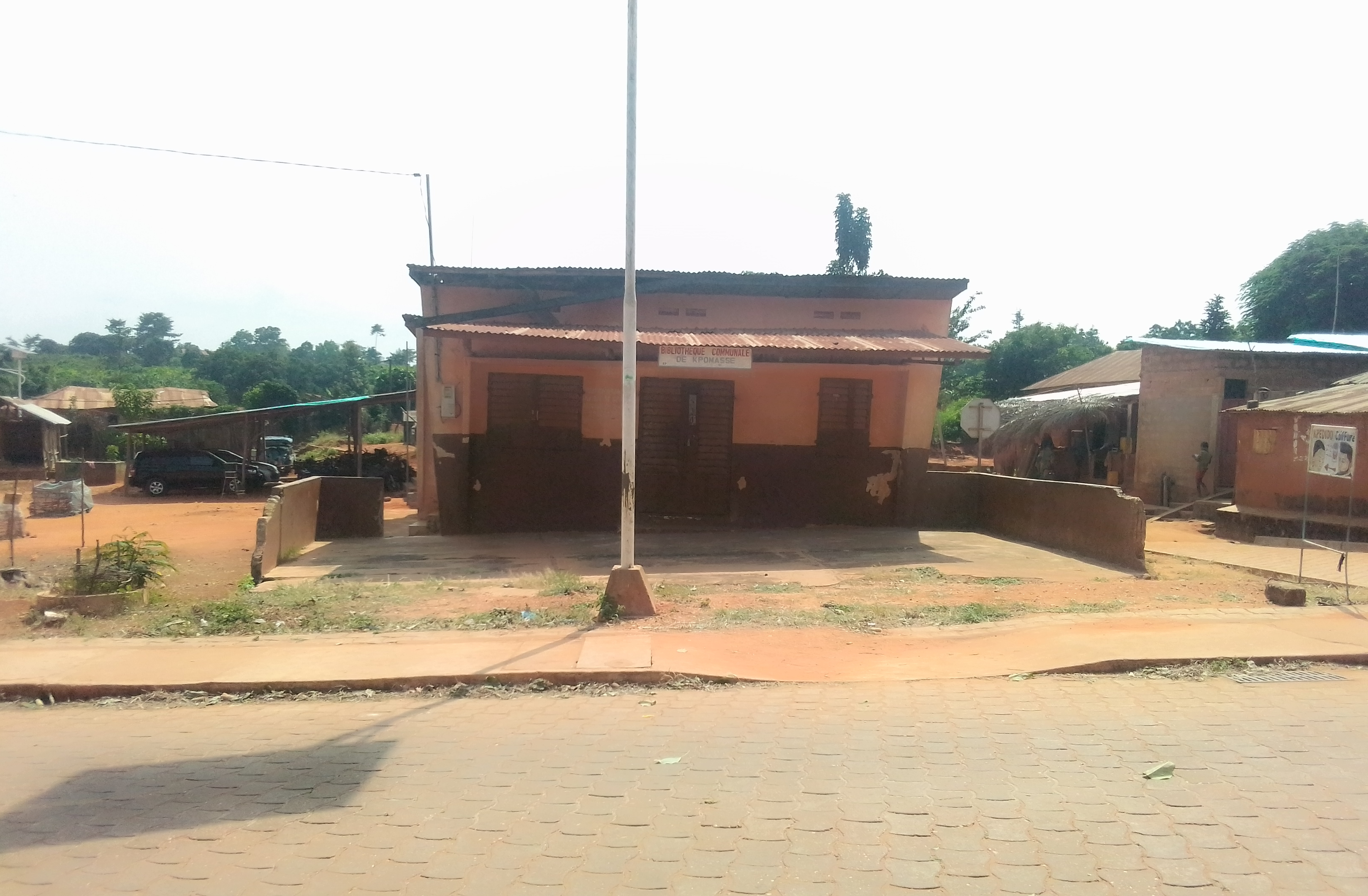
Bibliothèque communale de Kpomassè